# Samuel Friedrich von Kanitz
Samuel Friedrich von Kanitz (* 15. Juni 1690 auf Gut Mednicken bei Wargen, Ostpreußen; † 18. Januar 1762 auf Gut Hainewalde) war ein preußischer Kammerherr, Amtshauptmann zu Sehsten und Erbauer des Neuen Schlosses Hainewalde. Er war Gutsherr des Familiengutes Mednicken sowie von Mühlfeld und Boxin.

## Leben
Samuel Friedrich von Kanitz wurde geboren im Jahre 1689 als einziger Sohn des späteren preußischen Generalmajors Christoph Albrecht von Kanitz (1653–1711) und der Maria Gottliebe Schack von Wittenau († 1736). 
Er erhielt zunächst häuslichen Unterricht, besuchte sodann das Gymnasium in Königsberg und studierte an der dortigen Albertus-Universität Geographie, Geschichte und Baukunst. Im Jahr 1709 begleitete er seinen Vater, unter dem er in verschiedenen militärischen Verwendungen diente, auf dessen italienischen Feldzügen. Den dortigen Aufenthalt nutzte er zu Besuchen der Städte Turin, Mailand, Rom, Neapel, Parma, Piazenza, Florenz und Venedig. 1715 wurde er von König Friedrich Wilhelm I. von Preußen zum Kammerjunker des Kronprinzen, des späteren Friedrich II., bestimmt und 1722 zum Kammerherrn erhoben. Zwischenzeitlich war er Amtshauptmann zu Sehsten bei Sensburg. 
Am 29. September 1723 heiratete er Christiane Tugendreich von Kyaw († 1749), die Tochter des Ernst Leopold von Kyaw, Gutsherr auf Friedersdorf, und der Helena Sophia von Gersdorf. Christiane Tugendreich war die Großnichte von Victoria Tugendreich von Kyaw, Ehefrau des Otto Ludwig von Kanitz, dessen Neffe Samuel Friedrich war. Nach dem Tod Otto Ludwigs gelangte das Gut Hainewalde in seinen Besitz. Von 1749 bis 1755 ließ er das Neue Schloss in Hainewalde errichten. Im Jahr 1762 starb er dort an der Wassersucht und wurde im Erbbegräbnis zu Mednicken beigesetzt.
Er hatte nur einen Sohn Ludwig Albrecht Leopold von Kanitz (* 30. Juli 1734; † 15. Juli 1778), der ohne Nachkommen blieb. Seine preußischen Besitzungen fielen daher kraft seines 1762 errichteten Testaments an die jüngere preußische auf Podangen ansässige Linie der Familie, die Güter in der Oberlausitz gingen hingegen an die Familie seiner verstorbenen Frau, waren aber noch längere Zeit mit Abgaben zugunsten der Nachfahren Kanitz belastet.